# 格蘭維爾 (印地安納州)
格蘭維爾（英語：Granville）是位於美國印地安納州蒂珀卡努縣的一個鬼鎮。

## 地理
格蘭維爾所處的海拔高度為168米（即551英呎），而該地所採用的時區為UTC-5，即北美東部時區（EST）。同時該地設有夏令時間，為UTC-5調快一小時，即UTC-4（EDT）。